# Hayuelos
El barrio Hayuelos hace parte de la localidad de Fontibón (localidad número nueve de Bogotá), ubicada al occidente de la ciudad. Hace parte de la Unidad de Planeamiento Zonal número 112 (Granjas de Techo). Su código postal es el número 110931 (Hayuelos).
El Humedal Capellanía y el Canal de Boyacá son dos de las principales fuentes hídricas que atraviesan el sector.

## Límites
Este barrio comprende la zona ubicada entre la Calle 22 (al norte), la Carrera 80 A Bis (por el oriente), la Calle 13 (al sur) y la Carrera 94 (al oriente). Colinda por el norte con los barrios Capellanía, Mallorca y Modelia; por el oriente, con la ciudadela “La Felicidad”; por el occidente, con el barrio Villemar; y por el sur, con el Tintal.

## Transporte
Sus principales vías de acceso son la Avenida Ciudad de Cali, la Avenida Ferrocarril de Occidente y la Calle 13. Los planos de construcción de la Avenida Longitudinal de Occidente, o ALO, indican que la misma va a colindar con el costado occidental del barrio.
Los alimentadores que cubren la ruta 16–13 Av. Cali – Hayuelos son los únicos que atraviesan el sector. También circulan por la zona varias rutas del SITP (Sistema Integrado de Transporte Público ) y el transporte público tradicional.

## Comercio
El Centro Comercial Hayuelos comprende una de sus principales zonas comerciales. En el sector también está el Centro Comercial Trebolis Capellanía. Además, se encuentran en la zona un almacén de la cadena Cencosud, un Tugó, dos zonas con locales comerciales y una con bodegas.
La empresa de mensajería y transporte de mercancías, Envía, tiene su sede principal en este barrio.